# Rhaestus ophthalmicus
Rhaestus ophthalmicus är en stekelart som först beskrevs av Holmgren 1857.  Rhaestus ophthalmicus ingår i släktet Rhaestus och familjen brokparasitsteklar. Arten är reproducerande i Sverige. Inga underarter finns listade i Catalogue of Life.